# Instruktor rolny
Instruktor rolny – specjalista rolnictwa zatrudniony w powiatowym zarządzie rolnictwa, powołany w celu udzielania pomocy fachowej producentom rolnym oraz  przy realizacji zadań związanych z podnoszeniem produkcji rolniczej. Stanowisko instruktora rolnego zatrudnionego w powiatowym zarządzie rolnictwa funkcjonowało w latach 1954–1968.

## Powołanie instruktora rolnego
Na podstawie uchwały Rady Ministrów z 1954 r. w sprawie utworzenia powiatowych i wojewódzkich zarządów rolnictwa ustanowiono powiatowy zarząd rolnictwa. Dla usprawnienia i przybliżenia operatywnego kierownictwa, oddziaływania, instruktażu i pomocy w podnoszeniu produkcji rolnej w spółdzielniach produkcyjnych i gospodarstwach indywidualnych, powiatowe zarządy rolnictwa działy przez:
- agronomów rejonowych - kierujących bezpośrednio pracą 6-7 terenowych instruktorów rolnych w przydzielonym im na stałe rejonie działania,
- zootechników rejonowych - obsługujących spółdzielnie produkcyjne i gospodarstwa indywidualne na terenie dotychczasowych rejonów weterynaryjnych,
- inżynierów (starszych techników) budownictwa wiejskiego w zakresie organizacji budownictwa w spółdzielniach produkcyjnych oraz zapewnienia pomocy w budowie i odbudowie indywidualnych gospodarstw rolnych.

## Motywy powołania instruktora rolnego
W świetle uchwały Rady Ministrów z 1954 r. stwierdzono, że kierownictwo jednostek administracyjnych oderwane było od bezpośrednich wytwórców producentów rolnych i nie potrafiło udzielać dostatecznej, a przy tym konkretnej pomocy. Ponadto nie umiało skutecznie oddziaływać na wzrost produkcji rolniczej. Występował brak rolniczych kadr fachowych, zaś zatrudniona służba rolna charakteryzowała się niskim poziomem kwalifikacji oraz niskim poziomem wykształcenia. Ogółem tylko 3,5% osób posiadało dyplom z wyższym wykształceniem. Natomiast w służbie rolnej szczebla gromadzkiego - 5,1% agronomów i 5% zootechników charakteryzowało się wyższym wykształceniem. Poza tym występowało zjawisko niewłaściwego rozmieszczenia kadr, co powodowało słabe rozeznanie potrzeb i możliwości produkcji rolnej na danym terenie. Stwierdzono występowanie przestarzałego system płac, który nie uwzględniał kwalifikacji zawodowych oraz nie tworzył dostatecznego materialnego zainteresowania wynikami wykonywanej pracy. Ponadto zanotowano dużą fluktuację kadr.

## Kierowanie powiatowym zarządem rolnictwa
Kierownik powiatowego zarządu rolnictwa kierował powiatowym zarządem rolnictwa przy pomocy głównego agronoma, głównego zootechnika i głównego lekarza weterynarii - kierownika zarządu weterynarii. Ponadto do powiatowego zarządu rolnictwa włączono powiatowe zarządy weterynarii, których zadania i szczegółowy zakres czynności, tryb i system finansowania regulowały odrębne zarządzenia i przepisy dotyczące ich działalności. Natomiast do kierowania rozwojem produkcji rolniczej na terenie gromad kierownik miał do dyspozycji instruktora rolnego oraz instruktora ochrony i kwarantanny roślin.

## Zadania instruktora rolnego
Do podstawowych zadań instruktora rolnego należała pomoc w organizowaniu produkcji rolnej w indywidualnych gospodarstwach rolnych, a w szczególności:
- fachowy instruktaż w zakresie agrotechniki i nasiennictwa,
- wskazywanie rolnikom możliwości uruchomienia rezerw produkcyjnych tkwiących w ich gospodarstwach i uświadomienie korzyści wynikających z osiągnięcia tą drogą wzrostu produkcji rolniczej,
- pomoc gospodarstwom rolnym w prowadzeniu zabiegów agrotechnicznych, w wymianie nasion i zaopatrzeniu w doborowy materiał siewny,
- pomoc komisjom gromadzkim w organizowaniu pomocy sąsiedzkiej w oparciu o właściwe rozmieszczenie i wykorzystanie sprzętu gminnych ośrodków maszynowych,

## Zadania instruktor ochrony i kwarantannyroślin
Do podstawowych zadań instruktora ochrony i kwarantanny roślin należało organizacyjne zabezpieczenia produkcji roślinnej przed chorobami i szkodnikami roślin w rolniczych spółdzielniach produkcyjnych i indywidualnych gospodarstwach rolnych, a w szczególności:
- organizowanie rolników do walki ze szkodnikami i chorobami roślin,
- fachowy instruktaż w zakresie ochrony roślin,
- udzielanie pomocy w postaci aparatury i środków chemicznych do walki ze stonką i innymi szkodnikami i chorobami roślin,
- organizowanie masowej walki w zakresie ochrony roślin.

## Rola komisji gromadzkiej
Instruktorzy rolni i instruktorzy ochrony i kwarantanny roślin realizowali swoje zadania w oparciu o komisje gromadzkie i w ścisłym powiązaniu z prezydiami gromadzkich rad narodowych, które:
- zatwierdzały plany pracy instruktorów na terenie gromady w zakresie agrotechniki, nasiennictwa i ochrony roślin,
- zatwierdzały w oparciu o plan pomocy sąsiedzkiej, przedłożony przez komisje gromadzkie, plany rozstawienia i przydziału maszyn i narzędzi rolniczych,
- analizowali systematycznie przy pomocy komisji rolnych gromadzkich rad narodowych pracę instruktorów i wykonanie ustalonych dla nich zadań.

## Zmiany instruktorów rolnych
Na podstawie uchwały Rady Ministrów z 1968 r. w sprawie organizacji gromadzkiej służby rolnej przy prezydiach gromadzkiej rady narodowej ustanowiono stanowiska agronoma i zootechnika gromadzkiego w miejsce zniesionych stanowisk instruktorów rolnych.